# Kinepolis Kirchberg
 (août 2023).
Si vous disposez d'ouvrages ou d'articles de référence ou si vous connaissez des sites web de qualité traitant du thème abordé ici, merci de compléter l'article en donnant les références utiles à sa vérifiabilité et en les liant à la section « Notes et références ».
Le Kinepolis Kirchberg est un cinéma multiplex situé à Luxembourg-ville, dans le sud du Luxembourg, détenu et exploité par le groupe Kinepolis, à la suite de son acquisition du groupe Utopia SA fin 2015. 
Auparavant, le multiplex était connu sous le nom de "Utopolis Kirchberg". Il est situé sur l'avenue John F. Kennedy à l'est du Centre du district de Kirchberg, dans le quartier de Kirchberg, au nord-est de la ville. 
Ouvert à l'origine en 1996, il dispose d'une capacité totale de 2 505 places assises, réparties sur dix écrans, ce qui en fait le plus grand cinéma du pays.